# Шульга, Семён Никифорович
Семён Никифорович Шульга (14 сентября 1912 — 26 октября 1960) — командир отделения 56-го отдельного инженерно-сапёрного батальона 62-й отдельной инженерно-сапёрной Никопольской Краснознамённой бригады 6-й армии 1-го Украинского фронта, сержант, Герой Советского Союза.

## Биография
Родился 14 сентября 1912 года в деревне Жигайловка Охтырского уезда Харьковской губернии (ныне — Тростянецкого района Сумской области) в семье крестьянина. Украинец. В 1924 году окончил начальную школу. Помогал отцу вести хозяйство. В 1930 году переехал в город Орджоникидзе Донецкой области, где работал на одном из заводов.
В Красной армии с 1941 года. Участник Великой Отечественной войны с июня 1941 года. С октября 1941 года воевал в составе 56-го отдельного инженерно-сапёрного батальона, в составе которого прошёл до Победы. Сражался на Сталинградском, Юго-Западном, 1-м и 3-м Украинских фронтах. Был ранен. Член ВКП(б) / КПСС с 1943 года.
В марте 1943 года получил первую боевую награду — медаль «За боевые заслуги» — за отвагу, проявленную 11—12 января при блокировании огневых точек противника в районе города Миллерово Ростовской области. Летом 1944 года, уже командуя отделением, сержант Шульга отличился при наведении наплавного моста через реку Днестр. Был награждён второй медалью «За боевые заслуги».
В составе своей бригады участвовал в боях за освобождение Польши. Особо отличился при форсировании реки Одер. 27 января 1945 года при форсировании реки Одер у населённого пункта Лейбусдорф сержант С. Н. Шульга со своим отделением в течение ночи оборудовал ледовую переправу, обеспечив тем самым успешное форсирование реки передовыми подразделениями. Был представлен к присвоению звания Герой Советского Союза.
В одном из следующих боёв на левом берегу реки Одер под огнём противника со своим отделением проделал несколько проходов в минных полях и заграждениях. Был награждён орденом Красной Звезды.
Указом Президиума Верховного Совета СССР от 10 апреля 1945 года за мужество и отвагу, проявленные во время форсирования реки Одер, сержанту Шульге Семёну Никифоровичу присвоено звание Героя Советского Союза с вручением ордена Ленина и медали «Золотая Звезда».
Уже после Победы, в июле 1945 года, получил последнюю боевую награду — орден Красного Знамени. В наградном листе отмечались заслуги сержанта Шульги при форсировании Вислы и Одера.
В ноябре 1945 года был демобилизован, вернулся в родное село. Работал в колхозе. Погиб 26 октября 1960 года в результате несчастного случая.
Награждён орденами Ленина, Красного Знамени, Красной Звезды, медалями, в том числе двумя медалями «За боевые заслуги».
Именем Героя названа улица в его родном селе. О его подвиге рассказывается в экспозиции Сумского областного краеведческого музея. Имя С. Н. Шульги выбито на аннотационной доске с именами земляков — Героев Советского Союза и полных кавалеров ордена Славы в городе Тростянце.